# Toată lumea îl urăște pe Chris
Toată lumea îl urăște pe Chris (titlu original în engleză: Everybody Hates Chris) este un sitcom american care descrie pățaniile prin care a trecut comediantul Chris Rock ca adolescent când a locuit în Bedford-Stuyvesant, Brooklyn, orașul New York. Acțiunea serialului se desfășoară în perioada 1982 - 1987, deși Rock a fost adolescent între 1978 și 1983. Rock a crescut alături de un băiat pe nume Kenny Montero, care a fost adesea menționat ca sursă de inspirație pentru o mulțime de episoade. În multe dintre interviurile sale, Rock l-a descris pe Montero ca fiind principalul motiv pentru care a ajuns în domeniul comediei. Titlul serialului parodiază sitcomul de succes de la CBS, Everybody Loves Raymond (Dragul de Raymond). Actorii principali ai serialului Toată lumea îl urăște pe Chris sunt Tyler James Williams, Terry Crews, Tichina Arnold, Tequan Richmond, Imani Hakim și Vincent Martella.
În 2008, The CW a mutat serialele Toată lumea îl urăște pe Chris și Jocul în intervalul mort de vineri noaptea. Al patrulea sezon al serialului a avut premiera vineri 3 octombrie 2008, la ora 08:00 PM Est / 07:00 PM Centrală. La 21 mai 2009, CW a anunțat ca a anulat Toată lumea îl urăște pe Chris. Înainte de această zi, Rock a anunțat că sfârșitul sezonului 4 se potrivește cu propriul său trecut când a părăsit liceul pentru a deveni un actor de comedie și că era momentul pentru terminarea sitcomului.

## Prezentare
Serialul prezintă experiențele lui Chris (un adolescent bazat pe viața lui Chris Rock) care trăiește în Brooklyn-ul anilor 1980 în ghetoul din Bedford - Stuyvesant, alături de mama sa Rochelle cea gălăgioasă, cu temperament rău și ușor paranoică; împreună cu fratele său mai mic norocosul, admiratul și  idolatrizatul Drew; cu tatăl său Julius, cel  zgârcit și dependent de muncă  și alături de răsfățata și înșelătoarea soră mai tânără, Tonya; fiecare dintre aceștia dominându-l într-un fel sau altul de-a lungul adolescenței sale.  
Spre deosebire de popularitatea, norocul nemăsurat și farmecul fratelui său, viața lui Chris este afectată de o puzderie de dezavantaje, el este hărțuit fără milă de colegii săi de școală cu prejudecăți rasiale, lucrurile pe care le dorește de multe ori nu pot fi găsite cu ușurință, traiul său de acasă este de multe ori neplăcut, la școală situația nu este diferită, este evitat de către fete și se află într-un mediu populat parțial de gangsteri, tâlhari, hoți și escroci.  
În ciuda acestor neajunsuri, el este de obicei însoțit de Greg, un tocilar alb aproape la fel de nepopular ca și el, acesta fiind singurul său prieten care-l ajută în atingerea scopurilor sale, cum ar fi să fie ales ca președinte al clasei sau să câștige ceva bani pentru a-și cumpăra ceea ce-și dorește. Cu toate acestea, majoritatea episoadelor se încheie în mod normal cu și mai mult ghinion și nefericire pentru Chris deoarece planurile sale de obicei se întorc împotriva sa și primește o lecție dură de disciplină sau o mustrare de la mama sa, după care corul cântă „Toată lumea îl urăște pe Chris...”

## Primire
Toată lumea îl urăște pe Chris  a primit recenzii critice în general pozitive. Institutul American de Film a selectat Toată lumea îl urăște pe Chris ca fiind unul din cele mai bune 10 seriale de televiziune din 2007, afirmând că spectacolul "prezintă o perspectivă  foarte reală a creșterii [copiilor] în America — o provocare care cere o discuție despre rasă și de clasă de multe ori absentă în televiziunea de astăzi." Serialul a fost catalogat drept unul dintre cele mai bune spectacole școlare din toate timpurile de către AOL TV.
Marjorie Kase de la Common Sense Media și Shanel Walker & Emily Kofoed au dat serialului 4 stele, afirmând că a fost "un prim exemplu despre cum să iei probleme serioase și să le abordezi într-un mod plin de umor dar care te pune pe gânduri. Serialul este inovator, amuzant și sfidează stereotipurile -- plăcut pentru adolescenți și părinții lor". Marjorie a spus, de asemenea, că există "glume despre droguri" și cuvântul "nigga (cioară)" este folosit cu moderație. Există, de asemenea, unele săruturi ușoare și glume despre sarcina unor adolescente."

## Istoria transmisiei la TV

### În Statele Unite
UPN
- septembrie 2005 – mai 2006: joi 8:00 PM/7:00 PM (nou)

The CW
- octombrie 1, 2006 – octombrie 8, 2006: duminica 7:00 PM/6:00 PM (nou)
- octombrie 16, 2006 – martie 2008: luni 8:00 PM/7:00 PM (nou)
- martie 2008 – mai 2008: duminica 8:00 PM/7:00 PM (nou)
- octombrie 2008 – noiembrie 2008: vineri 8:00 PM/7:00 PM (nou)
- decembrie 2008 – mai 2009: duminica 5:00 PM/4:00 PM (nou)
- septembrie 2009 – prezent: sindicalizare[6]

Nickelodeon (Nick at Nite)
- timpul săptămânii – 9:00PM & 9:30PM / 3:00AM & 3:30AM (sindicalizare)

TeenNick
- timpul săptămânii – 11:00PM & 11:30PM / 3:00AM (sindicalizare)

BET
- timpul săptămânii – 8:00AM & 8:30AM / 4:00PM & 4:30PM (sindicalizare)

În timpul săptămânii de la 11:00 și 11:30 

### Rating-uri Nielsen
| Sezon | Interval de timp (EDT)                                                                  | Premiera sezonului  | Sfârșitul sezonului | Sezon TV  | Poziție | Audiență (în milioane) |
| ----- | --------------------------------------------------------------------------------------- | ------------------- | ------------------- | --------- | ------- | ---------------------- |
| 1     | joi 8:00 PM                                                                             | septembrie 22, 2005 | mai 11, 2006        | 2005–2006 | #120    | 4,3                    |
| 2     | duminica 7:00 PM (octombrie 1–8, 2006) luni 8:00 PM (octombrie 16, 2006 – mai 14, 2007) | octombrie 1, 2006   | mai 14, 2007        | 2006–2007 | #137    | 2,7                    |
| 3     | luni 8:00 PM (octombrie 1–10, 2007) duminică 8:00 PM (martie 2 – mai 18, 2008)          | octombrie 1, 2007   | mai 18, 2008        | 2007–2008 | #198    | 2,3                    |
| 4     | vineri 8:00 PM                                                                          | octombrie 3, 2008   | mai 8, 2009         | 2008–2009 | #176    | 1,7                    |

### Sindicalizare
Serialul a fost difuzat în mod regulat la TV fiind transmis în timpul săptămânii. Spectacolul a fost lansat la 7 septembrie 2009 la Nick at Nite, devenind cel mai „tânăr” spectacol sindicalizat de canal, devansând serialul George Lopez. Serialul s-a extins de la  Nick at Nite  și a fost transmis și pe rețeaua-soră, TeenNick, prima oară în perioada 18 iulie - 15 august 2011.  Se difuzează în prezent pe TeenNick în timpul săptămânii la ora 11 PM EST. Spectacolul va fi difuzat, de asemenea, în timpul săptămânii pe BET. Spectacolul va fi difuzat, de asemenea, de luni până vineri pe YTV, la 12:00 AM. MTV2 a difuzat, de asemenea, episoade ale serialului, de obicei, la primele ore ale dimineții. În prezent, se difuzează pe TVOne.

### Restul lumii
Everybody Hates Chris este difuzat de următoarele stații (și multe altele) din întreaga lume::
| Regiune               | Rețea                                                                               | Titlu regional                                                                   |
| --------------------- | ----------------------------------------------------------------------------------- | -------------------------------------------------------------------------------- |
| Lumea arabă           | One TV                                                                              | Everybody Hates Chris                                                            |
| Albania               | Koha TV / Comedy Central                                                            | Te gjithë e urrejnë Krisin                                                       |
| Australia             | Network Ten / The Comedy Channel                                                    | Everybody Hates Chris                                                            |
| Austria               | ORF 1                                                                               | Alle hassen Chris                                                                |
| Barbados              | Caribbean Broadcasting Corporation / CBCTV CH8                                      | Everybody Hates Chris                                                            |
| Belarus               | kuraj bombey / kuraj bombey                                                         | Все ненавидят Криса                                                              |
| Belgia                | VT4 / La Deux                                                                       | Everybody Hates Chris (subtitrat) / Tout Le Monde Déteste Chris (dublat)         |
| Brazilia              | Sony Brazil / Rede Record / TBS Brasil                                              | Everybody Hates Chris (subtitrat) / Todo Mundo Odeia o Chris (dublat)            |
| Bosnia și Herțegovina | FTV                                                                                 | Svi mrze Chrisa                                                                  |
| Bulgaria              | BTV Comedy                                                                          | Всички мразят Крис                                                               |
| Canada                | Citytv, YTV (Currently, Tuesdays to joi at 8:00pm–9:00pm ET), BET, KAYU-TV, WSBK-TV | Everybody Hates Chris                                                            |
| Croația               | Nova TV                                                                             | Svi mrze Chrisa                                                                  |
| Danemarca             | TV 2 Zulu                                                                           | Everybody Hates Chris                                                            |
| Ecuador               | Ecuavisa                                                                            | Todos odian a Chris                                                              |
| Insulele Falkland     | British Forces Broadcasting Service                                                 | Everybody Hates Chris                                                            |
| Insulele Feroe        | Kringvarp Føroya                                                                    | Everybody Hates Chris                                                            |
| Finlanda              | Nelonen                                                                             | Lapsuuteni Luuserina                                                             |
| Franța                | M6                                                                                  | Tout Le Monde Déteste Chris                                                      |
| Germania              | ProSieben, Comedy Central (Ungaria)                                                 | Alle hassen Chris                                                                |
| Hong Kong             | TVB Pearl                                                                           | 阿傑出少年/ Everybody Hates Chris                                                |
| Ungaria               | TV6                                                                                 | Mindenki utálja Christ!                                                          |
| Islanda               | SkjárEinn                                                                           |                                                                                  |
| India                 | Zee Cafe                                                                            | Everybody Hates Chris                                                            |
| Irlanda               | TV3                                                                                 | Everybody Hates Chris                                                            |
| Israel                | Bip, Channel 2 (Keshet)                                                             | כולם שונאים את כריס/Everybody Hates Chris (traducere)                            |
| Italia                | Comedy Central Italy, Rai 2                                                         | Tutti odiano Chris                                                               |
| Jamaica               | Television Jamaica (TVJ)                                                            | Everybody hates Chris                                                            |
| Kosovo                | Kohavision                                                                          | Të gjithë e urrejnë Krisin                                                       |
| America latină        | TBS Very Funny                                                                      | Everybody Hates Chris                                                            |
| Macedonia             | Sitel (canal TV)                                                                    | Сите го мразат Крис                                                              |
| Malaysia              | 8TV                                                                                 | Everybody Hates Chris                                                            |
| Mexic                 | TV Azteca                                                                           | Todos odian a Chris                                                              |
| Muntenegru            | TV IN                                                                               |                                                                                  |
| Olanda                | Veronica                                                                            | Everybody Hates Chris                                                            |
| Noua Zeelandă         | C4 TV3                                                                              |                                                                                  |
| Norvegia              | TV2 Norway                                                                          | Alle Hater Chris                                                                 |
| Oman                  | Oman Satellite Channel                                                              | Everybody Hates Chris                                                            |
| Peru                  | Sony                                                                                | Todos odian a Chris                                                              |
| Filipine              | Jack TV                                                                             |                                                                                  |
| Polonia               | Comedy Central Polska, VH1 Polska                                                   | Wszyscy nienawidzą Chrisa                                                        |
| Portugalia            | RTP2 / Fox                                                                          | Todos Contra o Chris                                                             |
| România               | Comedy Central (România)                                                            | Cine nu-l urăște pe Chris ?                                                      |
| Serbia                | Fox televizija                                                                      | Svi Mrze Krisa                                                                   |
| Slovacia              | TV Markíza                                                                          | Chrisa nemá nikto rád                                                            |
| Slovenia              | Kanal A                                                                             | Vsi sovražijo Chrisa                                                             |
| Africa de Sud         | SABC 1                                                                              |                                                                                  |
| Coreea de Sud         | FOXlife                                                                             | 크리스는 괴로워                                                                  |
| Spania                | FactoríaDeFicción                                                                   | Todo el mundo odia a Chris                                                       |
| Suedia                | TV4 Komedi / Comedy Central (Suedia)                                                | Everybody Hates Chris                                                            |
| Elveția               | TSR 1 (partea franceză) SF zwei (partea germană)                                    | Tout le monde déteste Chris (partea franceză) Alle hassen Chris (partea germană) |
| Trinidad și Tobago    | CCN TV6 (TV6) / Caribbean New Media Group (CNMG)                                    | Everybody Hates Chris                                                            |
| Turcia                | ComedyMax                                                                           | Everybody Hates Chris                                                            |
| Regatul Unit          | Comedy Central / 5* / Channel 5 / MTV                                               | Everybody Hates Chris                                                            |
| Statele Unite         | Nick @ Nite / BET (2009–prezent) / UPN(2005–2006) / The CW(2006–2009)               | Everybody Hates Chris                                                            |
| Uganda                | NTV Uganda                                                                          | Everybody Hates Chris                                                            |
| Venezuela             | RCTV                                                                                | Todos odian a Chris                                                              |

## Premii
Everybody Hates Chris a câștigat NAACP Image Award pentru scenariul săi în anul 2007.  A fost nominalizat de asemenea la mai multe Golden Globe și Emmy Award. În decembrie 2008, Entertainment Weekly a listat episodul Kwanzaa al acestui serial ca fiind al șaptelea în revista "10 lucruri de sărbători pe care le iubim" ("Must List: 10 Holiday Things We Love.")

### Premii și nominalizări
Cu litere îngroșate este indicat câștigul unui premiu.
- Golden Globes

2006 – Best Television Series – Musical or Comedy (nominalizare)
- Emmy Awards

2009 – Outstanding Cinematography for a Half-Hour Series – Darrian Jones for episode "Everybody Hates Back Talk" (nominalizare)
2006 – Outstanding Cinematography for a Single-Camera Series – Mark Doering-Powell for episode "Everybody Hates Funerals." (nominalizare)
2006 – Outstanding Costumes for a Series – Kendra Long & Laura Haas  for episode "Everybody Hates The Pilot" (nominalizare)
- Writers Guild of America

2006 – New Series (nominalizare)
- Young Artist Awards

2006 – Best Family Television Series (Comedy)
2006 – Best Performance in a TV Series – Leading Young Actor (Comedy or Drama) – Tyler James Williams (nominalizare)
2006 – Best Performance in a TV Series – Supporting Young Actor (Comedy or Drama) – Vincent Martella (nominalizare)
2008 – Best Performance in a TV Series – Leading Young Actor – Tyler James Williams (nominalizare)
2008 – Best Performance in a TV Series – Supporting Young Actor – Vincent Martella (nominalizare)
- Television Critics Association Awards

2006 – Outstanding Achievement in Comedy (nominalizare)
2006 – Outstanding New Program of the Year (nominalizare)
- Teen Choice Awards

2006 – TV – Choice Actor: Comedy – Tyler James Williams  (nominalizare)
2006 – TV – Choice Actress: Comedy – Tichina Arnold  (nominalizare)
2006 – TV – Choice Breakout Show  (nominalizare)
2006 – TV – Choice Comedy/Musical Show  (nominalizare)
2006 – TV – Choice Parental Unit – Tichina Arnold & Terry Crews   (nominalizare)
2006 – TV – Choice Sidekick – Vincent Martella  (nominalizare)
- Image Awards

2010 – Outstanding Actor in a Comedy Series – Tyler James Williams  (nominalizare)
2010 – Outstanding Actress in a Comedy Series – Tichina Arnold  (nominalizare)
2010 – Outstanding Comedy Series (nominalizare)
2010 – Outstanding Directing in a Comedy Series – Ali LeRoi for episode "Everybody Hates the G.E.D."  (nominalizare)
2009 – Outstanding Actor in a Comedy Series – Tyler James Williams (nominalizare)
2009 – Outstanding Actor in a Comedy Series – Terry Crews (nominalizare)
2009 – Outstanding Actress in a Comedy Series – Tichina Arnold  (nominalizare)
2009 – Outstanding Comedy Series (nominalizare)
2009 – Outstanding Directing in a Comedy Series – Ali LeRoi for episode "Everybody Hates Port Authority"  (nominalizare)
2008 – Outstanding Writing in a Comedy Series – Ali LeRoi for episode "Everybody Hates Guidance Counselor"
2008 – Outstanding Actor in a Comedy Series – Tyler James Williams (nominalizare)
2008 – Outstanding Supporting Actor in a Comedy Series – Terry Crews (nominalizare)
2008 – Outstanding Actress in a Comedy Series – Tichina Arnold  (nominalizare)
2008 – Outstanding Comedy Series (nominalizare)
2008 – Outstanding Directing in a Comedy Series – Ali LeRoi for episode "Everybody Hates Baseball" (nominalizare)
2008 – Outstanding Directing in a Comedy Series – Millicent Shelton for episode "Everybody Hates the Substitute" (nominalizare)
2007 – Outstanding Actor in a Comedy Series – Tyler James Williams
2007 – Outstanding Actress in a Comedy Series – Tichina Arnold  (nominalizare)
2007 – Outstanding Supporting Actor in a Comedy Series – Terry Crews (nominalizare)
2007 – Outstanding Supporting Actor in a Comedy Series – Antonio Fargas (nominalizare)
2007 – Outstanding Supporting Actress in a Comedy Series – Whoopi Goldberg (nominalizare)
2007 – Outstanding Comedy Series (nominalizare)
2007 – Outstanding Directing in a Comedy Series – Ali LeRoi for episode "Everybody Hates Elections" (nominalizare)
2007 – Outstanding Directing in a Comedy Series – Millicent Shelton for episode "Everybody Hates Valentine's Day" (nominalizare)
2006 – Outstanding Actress in a Comedy Series – Tichina Arnold
2006 – Outstanding Comedy Series
2006 – Outstanding Actor in a Comedy Series – Tyler James Williams (nominalizare)
2006 – Outstanding Supporting Actor in a Comedy Series – Terry Crews (nominalizare)
2006 – Outstanding Directing in a Comedy Series – Ken Whittingham (nominalizare)
- Environmental Media Awards
- 2008 – Episodic Comedy (nominalizare)

- Satellite Awards

2006 – Best Television Series, Comedy or Musical (nominalizare)
- People's Choice Awards

2006 – Favorite New Television Comedy (nominalizare)
- Motion Picture Sound Editors

2006 – Best Sound Editing in Television Short Form – Dialogue and Automated Dialogue Replacement – for episode "Everybody Hates Basketball"  (nominalizare)
2006 – Best Sound Editing in Television Short Form – Music – for episode "Everybody Hates Halloween" (nominalizare)

## Lansare DVD
Everybody Hates Chris a fost lansat pe DVD în Regiunea 1 și Regiunea 2, fiind disponibil și pe iTunes Store.
| Nume DVD                   | Nr. episoade | Lansare           | Detalii tehnice Bonusuri |
| -------------------------- | ------------ | ----------------- | --- |
| The Complete First Season  | 22           | 10 octombrie 2006 | Pachet de 4 discuri; Standard imagine: 1.66:1; Limba și subtitrări: engleză; Durată: 320 de minute Everybody Hates the Making of Everybody Hates Chris; Everybody Hates the Set; Everybody Hates Video Cameras; Everybody Hates the Music; Everybody Hates Tichina's Theme Song; Everybody Hates Ali's Photos; Everybody Hates Bloopers; Scene șterse; Audiții                                                        |
| The Complete Second Season | 22           | 9 octombrie 2007  | Pachet de 4 discuri; Standard imagine: 1.33:1; Limba și subtitrări: engleză; Durată: 457 de minute Everybody Hates the Cast and the Crew Again; Everybody Hates a Day in the Life of Tyler James Williams; Everybody Hates Mr. Omar's Women; Everybody Hates Vincent's School Tour; Everybody Hates Stand-Ins; Everybody Hates Caruso-isms; Everybody Hates Mrs. Morello's Racism; Everybody Hates Wardrobe; Gag Reel |
| The Complete Third Season  | 22           | 26 august 2008    | Pachet de 4 discuri; c: 2.35:1; Limba și subtitrări: engleză; Durată: 320 de minute |
| The Complete Fourth Season | 22           | 18 august 2009    | Pachet de 4 discuri; Standard imagine: 2.35:1; Limba și subtitrări: engleză; Durată: 320 de minute |
| The Complete Series        | 88           | 18 august 2009    | Pachet de 16 discuri; Standard imagine: 2.35:1 ; Limba și subtitrări: engleză; Durată: 1819 de minute Același bonus ca pe discurile cu sezoane individuale |

## Serial de animație
În martie 2021, un serial de animație s-a anunțat a fi în dezvoltare cu Chris Rock întorcându-se ca narator. În iulie 2021, Sanjay Shah, producător executiv și co-showrunner al Central Park, a fost raportat a fi semnând și producând serialul de animație. În august 2022, s-a raportat că titlul serialului este Everybody Still Hates Chris. În iunie 2024, distribuția s-a anunțat cu Rock, Crews și Arnold reluându-și rolurile, cu noi adiții incluzând Tim Johnson Jr. ca tânărul Chris, Ozioma Akagha ca Tonya, Terrence Little Gardenhigh ca Drew și Gunnar Sizemore ca Greg. A avut premiera pe Comedy Central pe 25 septembrie 2024 și va fi disponibil pe Paramount+ la o dată ulterioară. Potrivit Entertainment Weekly, serialul este un revival și continuă de la finalul ultimului episod al serialului original.
Jackée Harry, Tisha Campbell, Kevontay Jackson, Ernest Lee Thomas și Jacqueline Mazzarella și-au reluat rolurile de personaje ca actori de dublaj în serialul de animație de asemenea.

### Voci

#### Principale
- Chris Rock ca naratorul
- Tichina Arnold ca Rochelle
- Terry Crews ca Julius
- Tim Johnson Jr. ca Chris
- Ozioma Akagha ca Tonya
- Terrence Little Gardenhigh ca Drew
- Gunnar Sizmore ca Greg

### Invitați
- Jackée Harry ca Vanessa
- Tisha Campbell ca "Peaches"
- Ernest Lee Thomas ca Mr. Omar
- Kevontay Jackson ca Jerome
- Jacqueline Mazzarella ca Principal Morello
- Busta Rhymes ca Graffiti "Orbit"
- Bell Biv DeVoe ca Street Gang "The Lo-Heads"

### Episoade
| Nr. în serial | Nr. în sezon | Titlu                                  | Regizat de  | Scris de    | Data difuzării     | Cod de producție | Telespectatori (milioane) |
| ------------- | ------------ | -------------------------------------- | ----------- | ----------- | ------------------ | ---------------- | ------------------------- |
| 1             | 1            | „Everybody Still Hates the GED”        | Kelly Jones | Sanjay Shah | 25 septembrie 2024 |                  |                           |
| 2             | 2            | „Everybody Still Hates Block Parties”  | Traci Honda | Ben Dougan  | 25 septembrie 2024 |                  |                           |
| 3             | 3            | „Everybody Still Hates Drew's Brother” |             |             | 2 octombrie 2024   |                  |                           |
| 4             | 4            | „Everybody Still Hates the KKK”        |             |             | 2 octombrie 2024   |                  |                           |
| 5             | 5            | „Everybody Still Hates Cheat Codes”    |             |             | 9 octombrie 2024   |                  |                           |
| 6             | 6            | „Everybody Still Hates Halloween”      |             |             | 9 octombrie 2024   |                  |                           |

## Legături externe
- Toată lumea îl urăște pe Chris la Internet Movie Database
- Toată lumea îl urăște pe Chris Arhivat în 30 mai 2013, la Wayback Machine. la TV.com
- Toată lumea îl urăște pe Chris la CineMagia